# Orungan
Orungan – u Jorubów z Nigerii i Beninu bóg powietrza i atmosfery.
Uważany za syna Agandżu i Jemandży.
Według mitu zakochał się we własnej matce i popełnił z nią grzech kazirodztwa, czego wynikiem było wydanie na świat przez Jemandżę oraz piętnastu ważniejszych bóstw Jorubów, m.in. Szango, Olokuna, Szankpanny, Adże Szelugi.